# Dörspe
Die Dörspe ist ein fast 12 Kilometer langer, orografisch linker Nebenfluss der Agger im nordrhein-westfälischen Oberbergischen Kreis.

## Name
Die Dörspe wird 1575 als durspe erstmals urkundlich erwähnt und wurde später „Dörss“ oder „Dörssbeck“ genannt. Der Name leitet sich vermutlich von germanisch *þurstu- 'vertrocknet, dürr' (hieraus Durst) ab.

## Geographie

### Verlauf
Die Quelle der Dörspe liegt an der Südlichen Flanke des Dümpel auf 385 m ü. NN.
Von hier an fließt sie vorrangig in südwestliche Richtung, passiert die Ortschaften Pernze, Wiedenest und Bergneustadt und mündet bei Derschlag auf 210 m ü. NN in die Agger.
Auf ihrem 11,7 km langen Weg von der Quelle zur Mündung überwindet die Dörspe einen Höhenunterschied von 175 m, was einem mittleren Sohlgefälle von 15 ‰ entspricht. Interessant ist in diesem Zusammenhang, dass sie auf ihren ersten 600 m Lauf schon 95 Höhenmeter überwindet, was einem Gefälle von 158 ‰ entspricht.

### Zuflüsse
Im Folgenden werden die Zuflüsse der Dörspe genannt. Angegeben wird die orografische Lage, die Länge in Kilometer (km) nach ELWAS, der Ort der Mündung und die Mündungshöhe.
- Nöckensiefen (rechts), 1,4 km
- Hannemicke (rechts), 1,3 km
- Pustenbach (rechts), 0,8 km
- Hornbruchsiefen (links), 2,0 km
- Sülemicker Bach (links), 2,8 km, bei Wiedenest auf 250 m ü. NN
- Voßbicke (rechts), 2,3 km
- Eibecke (rechts), 2,1 km
- Stadtgraben[5] [GKZ 27281874] (rechts), 1,2 km
- Othe (links), 7,7 km, bei Bergneustadt auf 216 m ü. NN

## Verkehr
Im Dörspetal verläuft die Bundesstraße 55 durch die Orte (u. a.) Bergneustadt und Wiedenest.